# IC 2233
IC 2233 (również PGC 23071 lub UGC 4278) – galaktyka spiralna z poprzeczką znajdująca się w gwiazdozbiorze Rysia w odległości około 41 milionów lat świetlnych od Ziemi. Odkrył ją Isaac Roberts 25 marca 1894 roku.
Obserwowana wielkość gwiazdowa galaktyki wynosi 12,3m, a średnica około 62 tysięcy lat świetlnych.
IC 2233 jest skierowana w stronę Ziemi dokładnie krawędzią dysku galaktycznego. Jest to jedna z najbardziej płaskich znanych galaktyk, jej średnica jest co najmniej 10 razy większa niż grubość. Podobnie jak inne supercienkie galaktyki IC 2233 ma niską jasność powierzchniową oraz praktycznie nie ma centralnego zgrubienia. W przeciwieństwie do innych galaktyk spiralnych nie posiada ona wyraźnego pasa gęstego pyłu międzygwiezdnego. Widocznych jest tylko kilka małych, niejednolitych, pylistych obszarów zarówno ponad, jak i poniżej środkowej płaszczyzny dysku galaktyki.